# Reforma Gabo
Reforma Gabo (갑오 개혁/甲午改革) reprezintă o serie de măsuri propuse guvernului din Joseon în perioada 1894-1896, în timpul domniei regelui Gojong, ca răspuns la Răscoala Țărănească Donghak. Istoricii dezbat gradul de influență japoneză în acest program precum și efectul său în încurajarea modernizării. Numele de Gabo (갑오, 甲午) vine de la denumirea anului 1894 în tradiționalul ciclu sexazecimal.

## Context
Dezordinea și corupția flagrantă în guvernul coreean, în special în cele trei zone principale de venituri - impozitul pe terenuri, serviciul militar și sistemul grânelor - afecta foarte mult țărănimea care reprezenta 90% din populație și era în mod uniform analfabetă. De menționat că funcționarii locali (Hyangi) erau corupți, ei având posibilitatea să cumpăre numirea lor ca administratori, acoperind astfel jafurile pe care le făceau asupra țăranilor cu o aură de oficialitate. Familiile Yangban, foarte respectate în trecut pentru statultul lor de nobilime au ajuns să fie văzute ceva mai mult decât niște oameni simpli care nu vor să își îndeplinească responsabilitățiile în comunitate. Confruntându-se cu corupția crescândă din guvern, precum și cu  abuzurile armatei, mulți dezavantajați fie au devenit bandiți cum ar fi Hwajok (tâlhari de munte) sau  Sujok (pirați de apă) fie s-au hotărât să-și pună în comun terenurile, uneltele și producția pentru a supraviețui. Chiar dacă guvernul a abolit sclavia și a ars registrele în 1801, un număr tot mai mare de țărani și fermieri au început să se implice în KYE sau „asociațiile de asistență reciprocă”. Instituții cum ar fi misiunile catolice sau protestante, datorită naturii de egalitate a învățăturii lor, au atras adepți printre Yangban, care erau de obicei în orașele mari. 
Cea mai mare influență au avut totuși învățăturiile religioase ale lui Choe Je-u  (최제우, 崔濟愚, 1824–1864), numite  Donghak („Învățăturiile Estului”) care au câștigat popularitate în special în mediul rural. Temele cum ar fi excluderea influențelor străine, naționalismul, mântuirea și conștiința socială au fost puse pe muzică astfel încât fermierii analfabeți să le poată înțelege și accepta mai ușor. Choe, precum și alți coreeni au fost alarmați de pătrunderea creștinismului și de ocupația anglo-franceză de la Beijing din timpul celui de-Al Doilea Război al Opiului. El credea că cea mai bună cale de a contraataca influențele străine asupra Coreei era ca drepturile democratice ale omului să fie introduse în mod intern. Naționalismul și reformele sociale i-au atras pe țărani, iar Donghak s-a răspândit în toată Coreea. Revoluționarii progresiști i-au organizat pe țărani într-o structură de coeziune. Arestat în 1863 în urma răscoalei de la Jinju conduse de Yu Gye-chun, Choe a fost acuzat de „înșelare a poporului și semănare de discordie în societate”. El a fost executat în 1864, iar mulți dintre susținătorii săi s-au ascuns în munți. Populația coreeană a fost lăsată în continuare să sufere. 
Regele Gojong (r. 1864-1910) a urcat pe tron la vârsta de 12 ani, succedându-l pe regele Cheolchong (r. 1849-1863). Tatăl regelui Gojong, Heungseon Daewongun (Yi Ha-ung; 1801-1898) a domnit ca regent de facto și a inaugurat o reformă pentru a întări autoritatea centrală.